# Sculptomyriola extremiorientalis
Sculptomyriola extremiorientalis är en stekelart som beskrevs av Sergey A. Belokobylskij 1988. Sculptomyriola extremiorientalis ingår i släktet Sculptomyriola och familjen bracksteklar. Inga underarter finns listade i Catalogue of Life.